# Jack Valenti

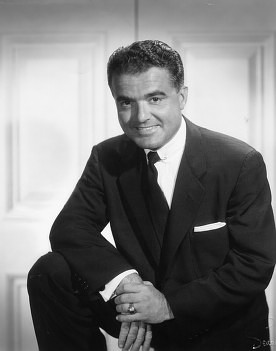
Jack Valenti

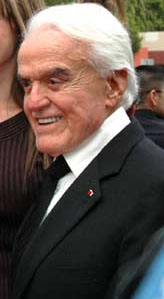
Jack Valenti, 2005

Jack Joseph Valenti (* 5. September 1921 in Houston, Texas; † 26. April 2007 in Washington, D.C.) war ein US-amerikanischer Lobbyist der Filmindustrie und ein langjähriger Präsident der Motion Picture Association of America.

## Leben
Während des Zweiten Weltkrieges war Valenti Pilot im United States Army Air Corps. Er hatte den Dienstgrad eines Lieutenant. Valenti erwarb seinen B.A. von der University of Houston und den MBA an der Harvard Business School.

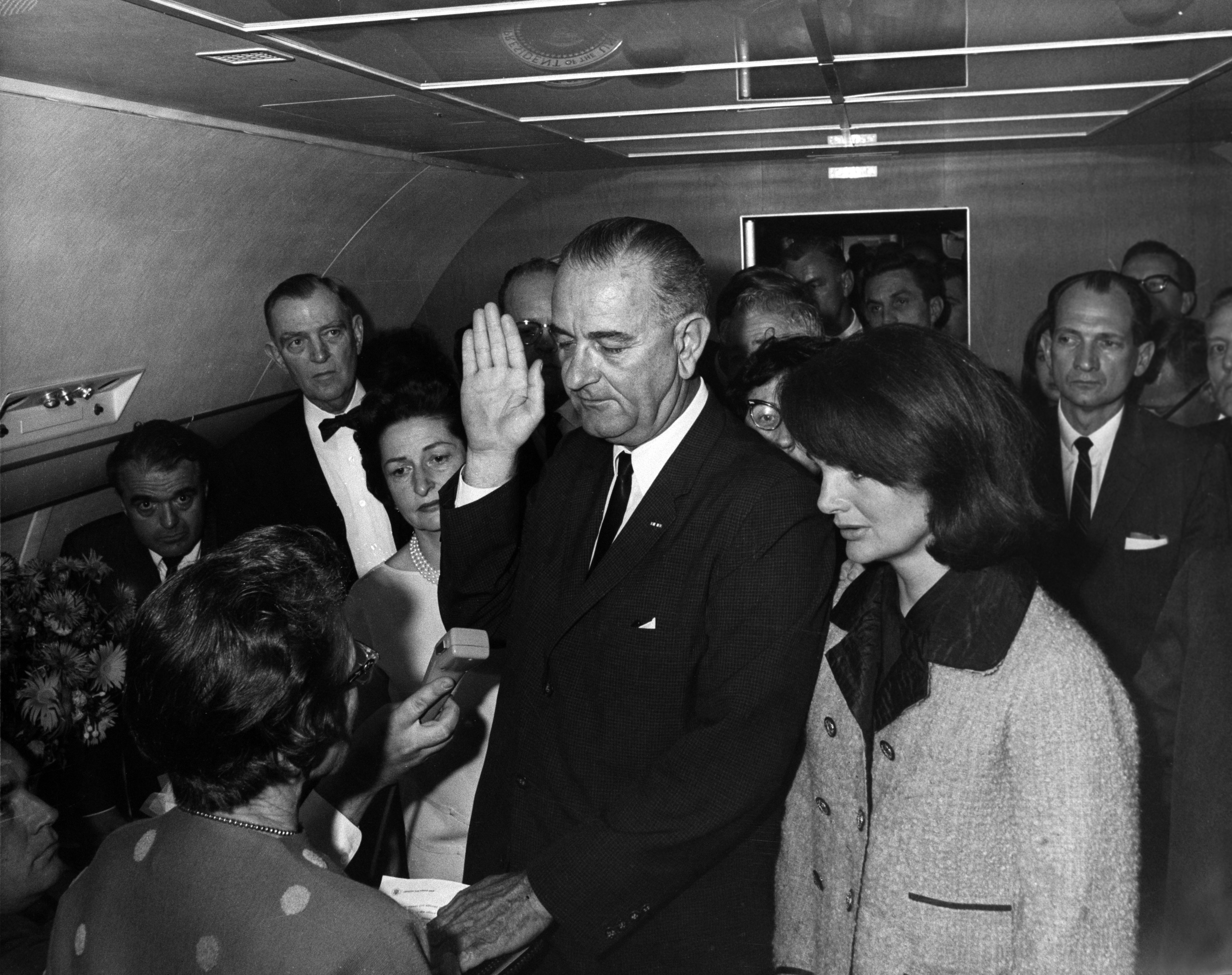
Vereidigung von Johnson am 22. November 1963 (Valenti links hinten im Bild zu sehen)

1956 lernte er Senator Johnson bei einer Veranstaltung junger Demokraten in Houston kennen.
1952 war Valenti Mitbegründer einer Werbeagentur, die von der Ölfördergesellschaft Conoco als ihrem ersten Kunden unterstützt wurde. Später gewann er unter anderem noch den Kongressabgeordneten und Johnson-Vertrauten Albert Thomas hinzu. In der Houston Post schrieb er nebenbei auch PR-Artikel für Johnson. Valenti half auch mit einer Fernsehübertragung von Kennedys Treffen mit Protestanten am 12. September 1960, das antikatholische Ressentiment der Wähler im Präsidentschaftswahlkampf 1960 aufzuweichen.

### Vertrauter Johnsons
Die Verbindung zu Johnson wurde noch mehr gestärkt durch Valentis Heirat 1962 mit Mary Margaret Wiley, einer Sekretärin von Johnson. Als enger Vertrauter von Lyndon Johnson wurde er ein Teilnehmer des Pressekorps beim Weißen Haus. Das berühmte Foto von Johnsons Vereidigung zum US-Präsidenten an Bord eines Flugzeuges nach der Ermordung von Präsident Kennedy zeigt Valenti an Johnsons Seite. Dort wurde er auch als persönlicher Referent (special assistant) eingestellt.

### Filmlobbyist

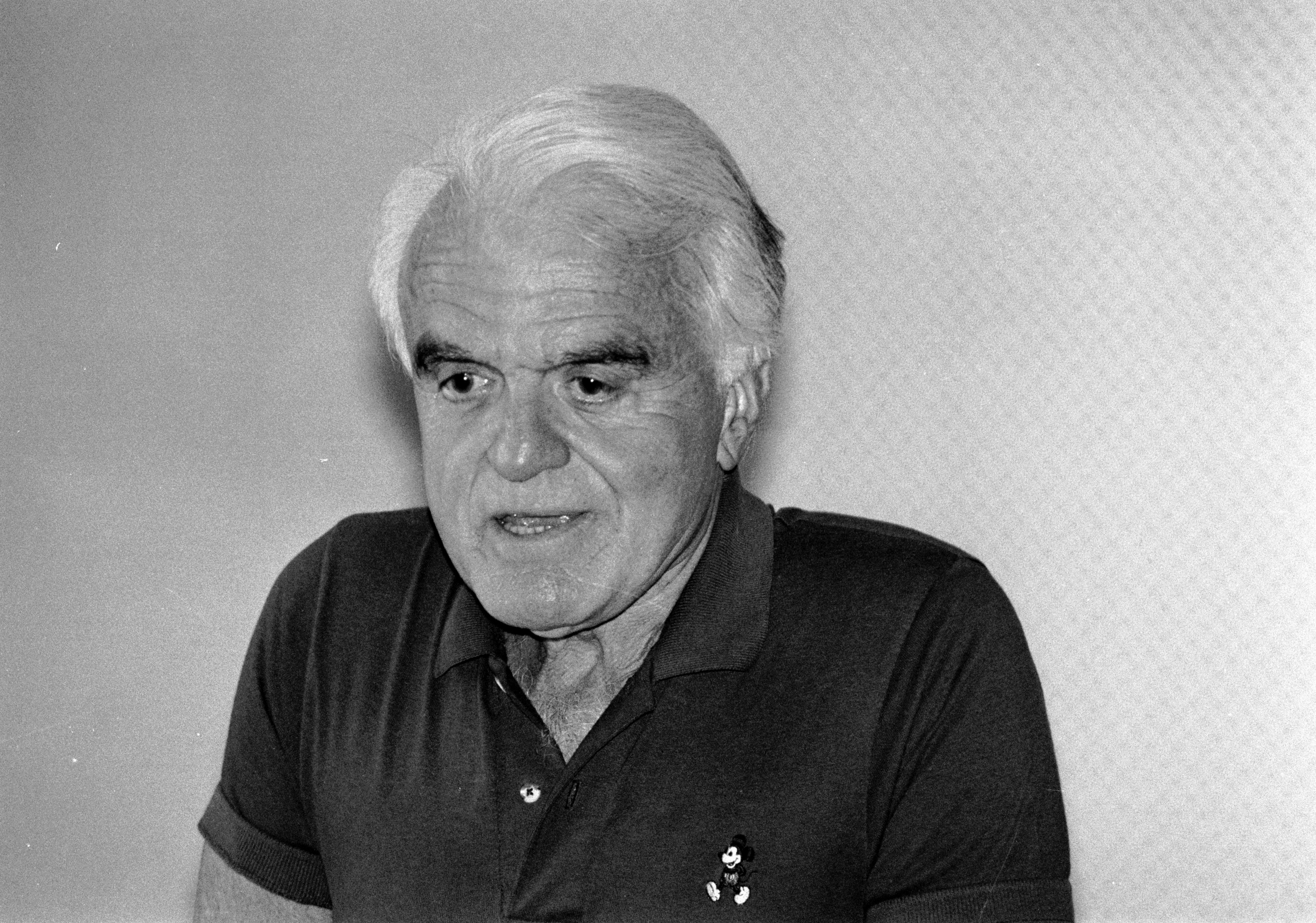
Jack Valenti 1991

1966 trat Valenti von seiner Tätigkeit im Weißen Haus zurück und wurde Präsident der Motion Picture Association of America. Schon zwei Jahre später führte er das MPAA-Filmbewertungssystem ein während gleichzeitig der Hays Code von 1934 abgeschafft wurde. Insgesamt vertrat er 38 Jahre lang die Interessen der US-amerikanischen Filmindustrie. Er war allgemein anerkannt als einer der einflussreichsten Verfechter des Urheberrechtsschutzes. Insbesondere in Sachen Filmpiraterie führte er mehrere Gerichtsprozesse.
Valenti starb am 26. April 2007 an den Folgen eines Schlaganfalls. Er hinterlässt seine Frau Mary und ihre drei Kinder John, Alexandra und Courtenay Valenti, eine Managerin bei Warner Bros. Für seine Verdienste wurde ihm ein Stern auf dem Hollywood Walk of Fame gewidmet.

## Zitate
„Er war der beste Botschafter, den Hollywood je hatte.“

„Er war ein Riese im Filmgeschäft und seine Verdienste sind legendär.“